# Hygrotus inaequalis
Hygrotus inaequalis là một loài bọ cánh cứng trong họ Bọ nước. Loài này được Fabricius miêu tả khoa học năm 1777.

## Hình ảnh

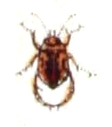
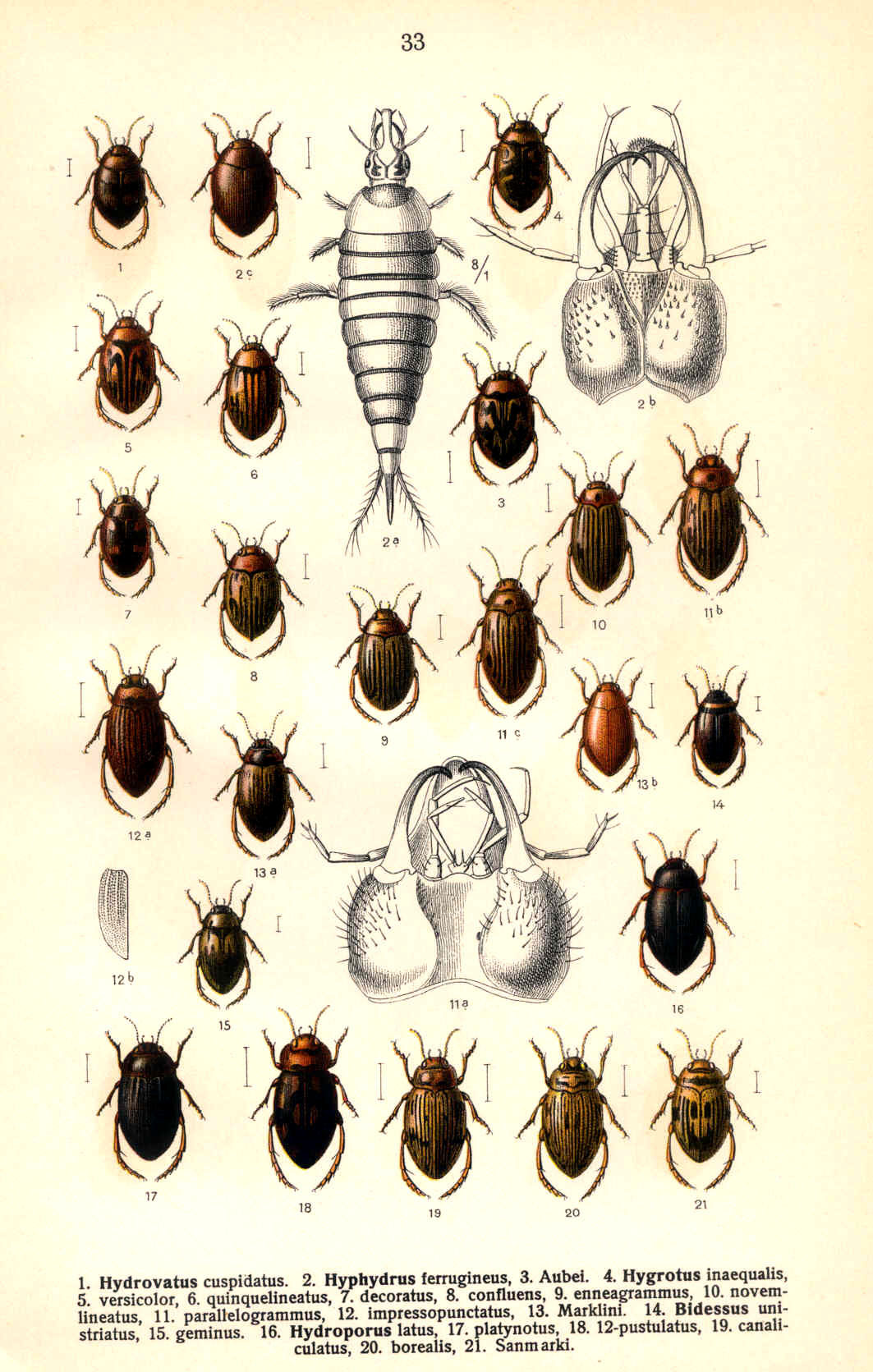